# New South Wales International 1998
Die New South Wales International 1998 im Badminton fanden vom 13. bis zum 14. Juni 1998 in Sydney statt.

## Sieger und Platzierte
| Disziplin    | Gold                          | Silber                      | Bronze                           |
| ------------ | ----------------------------- | --------------------------- | -------------------------------- |
| Herreneinzel | Nick Hall                     | Geoffrey Bellingham         | Murray Hocking                   |
| Herreneinzel | Nick Hall                     | Geoffrey Bellingham         | Dean Galt                        |
| Dameneinzel  | Li Feng                       | Rayoni Head                 | Michaela Smith                   |
| Dameneinzel  | Li Feng                       | Rayoni Head                 | Sheree Jefferson                 |
| Herrendoppel | David Bamford Peter Blackburn | Murray Hocking Mark Nichols | Dean Galt Daniel Shirley         |
| Herrendoppel | David Bamford Peter Blackburn | Murray Hocking Mark Nichols | Geoffrey Bellingham Jarrod King  |
| Damendoppel  | Sheree Jefferson Li Feng      | Rhonda Cator Kellie Lucas   | Michaela Smith Kate Wilson-Smith |
| Damendoppel  | Sheree Jefferson Li Feng      | Rhonda Cator Kellie Lucas   | Amanda Carter Rebecca Gordon     |
| Mixed        | Peter Blackburn Rhonda Cator  | David Bamford Lisa Bamford  | Mikkel Bech Hanne Clausen        |
| Mixed        | Peter Blackburn Rhonda Cator  | David Bamford Lisa Bamford  | Daniel Shirley Sheree Jefferson  |